# Сорочени (Ботошани)
Сорочени (рум. Soroceni) насеље је у Румунији у округу Ботошани у општини Унцени. Oпштина се налази на надморској висини од 145 m.

## Становништво
Према подацима из 2002. године у насељу је живело 168 становника, од којих су сви румунске националности.